# Varronia grisebachii
Varronia grisebachii är en strävbladig växtart som först beskrevs av Ignatz Urban, och fick sitt nu gällande namn av Harold Norman Moldenke. Varronia grisebachii ingår i släktet Varronia och familjen strävbladiga växter. Inga underarter finns listade i Catalogue of Life.